# François de Selys Longchamps
Michel François Raphaël Marie Ghislain de Selys Longchamps (Borgworm, 2 april 1910 - Villers-la-Ville, 23 oktober 1983) (roepnaam François) was een Belgische edelman en diplomaat.

## Levensloop

Wapenschild van het huis de Sélys-Longchamps.

Graaf De Selys was de zoon van baron Raymond de Selys Longchamps (1880-1966) en Emilie de Theux de Meylandt et Monjardin (1880-1972). Baron Raymond ontving in 1958 de erfelijke titel van graaf, als erkenning voor de inzet van zijn familie in het verzet tijdens de Tweede Wereldoorlog, meer bepaald voor de heldendaad van zijn zoon Jean de Selys Longchamps. 
Baron François de Selys was in 1937 getrouwd met gravin Pauline Cornet de Ways-Ruart (Brussel, 23 december 1914 - 19 oktober 1953). Het echtpaar had zes kinderen. In augustus 1952 werd het huwelijk ontbonden en in maart 1953, zes maanden voor haar dood, hertrouwde Pauline met de Frans-Belgische vulkanoloog Haroun Tazieff. Na de dood van zijn vader in 1958 kon François de titel van graaf voeren.
- Michel de Selys Longchamps (1938- ), trouwde in 1975 met Florence van den Perre (1947- )
- Sybille de Selys Longchamps (1941- )
- Anne-Michèle de Selys Longchamps (1942- ), trouwde in 1962 met baron Henry van der Straeten Waillet (1939- )
- Jean-Patrick de Selys Longchamps (1944- ) trouwde in 1966 met Margaret de Brouwer (1944- )
- Daniel de Selys Longchamps (1946-1969)
- Nathalie de Selys Longchamps (1951- ) trouwde met Guy Verhaeghe de Naeyer (1954- )

François de Selys streed tijdens de Achttiendaagse Veldtocht met de graad van kapitein-commandant bij de Belgische pantsertroepen. In mei 1943 trad hij toe tot het Geheim Leger. In april 1944 kon hij via Spanje naar Engeland vertrekken. Hij volgde er een opleiding tot parachutist en werd op 31 december 1944 bij Rochefort gedropt om er zich aan te sluiten bij verzetsgroepen aldaar. De bedoeling was met geparachuteerde wapens de guerrilla tegen de Duitse troepen in te zetten. De snelle opmars van de geallieerde troepen maakte dit overbodig. Ondertussen was zijn echtgenote Pauline actief in het verzet in België. 
De Selys was als diplomaat en ambassadeur onder meer op post in Nederland, Italië, het Groothertogdom Luxemburg, Griekenland en de Verenigde Staten. In 1975 werd hij emeritus.